# أرنولد فولتون
أرنولد فولتون هو شخصية أعمال بولندي، ولد في يوليو 1931 في بولندا.